# 14-es busz (Szekszárd)
A szekszárdi 14-es jelzésű autóbuszvonal a Tesco Áruház és a Bottyán-hegy kapcsolatát a Béri Balogh Ádám utcán haladva biztosítja. A járat a hét minden napján közlekedik. Zömében a Rendelőintézetbe illetve a déli városrész boltjaiba járó nyugdíjasok veszik igénybe.[forrás?]

## Története
Korábbi elnevezése 4Y volt, de a 2022 augusztusától életbe lépett menetrend módosítással az útvonal elnevezése 14-esre változott, és az indításszámokat is kiterjesztették munkanapokon a délutáni órákra, valamint hétvégi időszakokra.
2023-augusztus 12-től útvonala megváltozott (lerövidült), a korábbi Wesselényi utca - Holub utca - Szent István tér hurok lekerült az útvonalról, helyette a járatok a Nyomda megállóhelynél állnak meg a városközpontban. 2023-ban jelentősége megnőtt ugyanis a járatritkítások következtében munkanapokon csúcsidőn kívül (8:00-14:00) csupán óránként közlekedtek járatok a Bottyán-hegyre, melyek zömét a 14-es járat biztosították. 2024-ben járatsűrítések következtében csúcsidőn kívül 4-es járatok is újra közlekednek melyek által visszaállt a korább 30 percenkénti járatindulás a Bottyán-hegyre. Munkanapokon délután 2 db járat Otthon utcai betérő után érkezik a Tesco áruházhoz.

## Útvonala
| Tesco Áruház – Csatári forduló – Béri Balogh Ádám u. – Széchenyi utca - Szent László utca – Mérey u. – Bottyán-hegy:                                                                            | Bottyán-hegy – Mérey u. – Szent László utca – Széchenyi utca – Béri Balogh Ádám u. – Csatári torok – Tesco Áruház: |
| --- | --- |
| - Tesco Áruház - Alisca utca, forduló - Béri Balogh Ádám utca - Széchenyi utca - Szent László utca - Mérey utca - Körösi Csoma Sándor utca - Újfalussy Imre utca - Zöldkert utca - Bottyán-hegy | - Bottyán-hegy - Zöldkert utca - Újfalussy Imre utca - Körösi Csoma Sándor utca - Mérey utca - Szent László utca - Széchenyi utca - Béri Balogh Ádám utca - Csatári torok - (Csatári üzletház) (*Munkanap délután) - (Csatár harangláb) - (Otthon utca) - (Otthon utca, vegyesbolt) - Tesco Áruház |

## Megállóhelyei
| sz. | megállóhely neve             | menetidő (perc) | menetidő (perc) | átszállási kapcsolatok | intézmények |
| --- | ---------------------------- | --------------- | --------------- | ---------------------- | ----------- |
| 0   | Tesco Áruház                 | 0               | 16              |                        |             |
| 1   | Alisca utca 44-46.           | 2               | ∫               |                        |             |
| 2   | Csatári torok                | ∫               | 15              |                        |             |
| 3   | Baka István általános iskola | 4               | ∫               |                        |             |
| 4   | Alsóvárosi temető            | 5               | 13              |                        |             |
| 5   | Bakta köz                    | 6               | 12              |                        |             |
| 6   | Kórház                       | 7               | 11              |                        |             |
| 7   | Nyomda                       | 8               | 9               |                        |             |
| 8   | Posta                        | ∫               | 8               |                        |             |
| 9   | Szent László utca            | 10              | 7               |                        |             |
| 10  | Mérey u. óvoda               | 12              | 6               |                        |             |
| 11  | Mérey u. 45.                 | 13              | 5               |                        |             |
| 12  | Körösi Csoma Sándor u.       | 14              | 4               |                        |             |
| 13  | Újfalussy Imre u. sarok      | 15              | 3               |                        |             |
| 14  | Szüret u.                    | 17              | 2               |                        |             |
| 15  | Zöldkert u. 14-16.           | 18              | 1               |                        |             |
| 16  | Bottyán-hegy                 | 19              | 0               |                        |             |